# Tvrz Na hradě
Tvrz zvaná Hrad nebo Na hradě nebo tvrz Týnec nad Labem je gotická kamenná věžová tvrz na jihovýchodním okraji města Týnec nad Labem v okrese Kolín. Je součástí areálu hospodářského dvora čp. 12 a 13 na ostrohu nad zaniklým ramenem Labe. 

## Historie
Vznik tvrze je v odborných pramenech kladen do 14. nebo 15. století, někde se dokonce hovoří již o 11.–12. století.  Tvrz nechal postavit zřejmě Vaněk z Miletínka (zvaný Vyzdvihovač, neboť v Týnci vyzdvihl tvrz), poté se zde vystřídalo několik dalších zástavních držitelů (Maternové z Eisenachu, Kreuznachové, Mikuláš z Mezilesí). V roce 1502 postoupil král Vladislav Jagellonský panství Týnec společně s tvrzí Vilémovi II. z Pernštejna, který Týnec připojil ke svému pardubickému panství. Tvrz se jako sídlo naposledy výslovně připomíná v roce 1553, kdy ji Pernštejnové připojili jako příslušenství ke svému domu čp. 2 na náměstí v Týnci nad Labem. Jeho součástí pak zůstala bývalá tvrz jako hospodářské stavení po celé 16. a 17. století. V letech 1690–1694 byla budova za Materny z Eisenachu opravena a přebudována na sýpku (tato dostavba je provedena z cihel), v jejímž nejvyšším patře si majitel zřídil letohrádek s vyhlídkou zvaný Na hradě. Ten je v historických pramenech zmiňován v roce 1696, kdy je v nejvyšším patře věže popsán dřevěný ochoz. Areál hospodářského dvora i se sýpkou později zpustl. V roce 1833 stavbu koupil týnecký měšťan Jan Preissig, po něm pak v 60. letech 19. století Josef Duchoslav s chotí Marií. K opětovnému oddělení areálu bývalé tvrze od domu čp. 2 došlo až v roce 1871, kdy se bývalá tvrz stává samostatnou hospodářskou jednotkou. Nový majitel tvrze u ní vystavěl v roce 1876 budovy chlévů, v roce 1879 pak novou stodolu a v roce 1882 nový obytný dům. Usedlost přešla v roce 1923 koupí od rodiny Jelínkových do majetku rodiny Cihlářových. Od roku 1958 je tvrz památkově chráněna. Ještě v 80. letech 20. století měla tvrz sedlovou střechu, pak ale došlo ke zhroucení krovu a stropu druhého patra. V roce 1984 koupil část areálu s gotickým palácem pan Novák a dědictvím tato část přešla v roce 2008 do majetku rodiny Vavřinových.

## Přístupnost a aktivity
Zřícenina tvrze je podle některých pramenů volně přístupná na vlastní nebezpečí, jiné ji uvádějí jako soukromou a nepřístupnou.
Vlastní zřícenina věže tvoří zadní stranu hospodářského dvora čp. 12 a 13, který má hlavní vjezd a vstup z ulice Na Hradě. Tento vstup není pro veřejnost otevřen a věž tvrze od něj ani není dobře viditelná. Věž je dobře vidět z údolní strany, z ulice Pod Hradem, zejména z prostranství u usedlosti čp. 351. Na zarostlý skalnatý ostroh není z této strany patrná žádná přístupová cesta.
V areálu má sídlo mimo jiné spolek Tvrz žije, který má za cíl záchranu a oživení tvrze a provozuje webovou stránku tvrze. Spolek vznikl v reakci na to, že Národní památkový ústav v roce 2007 zařadil tvrz na seznam nejohroženejších památek. Spolek pořádá v areálu příležitostné akce pro veřejnost, například Týnecké léto nebo Týnecký advent. Zatímco na vánoční koncert 4. prosince 2022 byl vstup zdarma, na akci Týnecké léto, konané dne 19. srpna 2023 a zahrnující tři koncerty, se vybíralo celodenní vstupné 300 Kč.
V areálu tvrze sídlí projekční kancelář Projekce Cihlář, s.r.o., specializovaná na plynárenské a vodohospodářské projekty, a u vstupu je areál označen též jako působiště pražské PR agentury Na nových vlnách s.r.o. (sídlí zde její jednatel a evidovaný skutečný majitel). Obě společnosti spojuje osoba jejich majitele, Davida Cihláře, který je rovněž předsedou spolku Tvrz žije.

## Architektura
Jedná se o obdélnou dvoupatrovou budovu zděnou původně z lomového kamene (rula, břidlice), vystavěnou na skalním ostrohu nad labským údolím. Půdorys má rozměry asi 15 × 8,5 metru a je orientován přibližně ve směru sever-jih. Budova je podsklepena třemi klenutými prostorami. V obou nadzemních podlažích byly dvě přibližně čtvercové plochostropé místnosti přístupné z vnějších pavlačí: v prvním patře bylo původně obydlí služebnictva, ve druhém patře pak obydlí majitele tvrze. V jihovýchodní části druhého patra byla vložena srubová místnost osvětlená v jihovýchodní zdi trojicí pyramidálně uspořádaných okének, ta ale byla zrušena při přestavbě paláce pro hospodářské účely v 90. letech 17. století. Na severní stěně paláce se dochoval z původních dvou řad kamenných krakorců jediný. Pozůstatky dřevěných trámů ochozu pocházejí z úpravy paláce v 90. letech 17. století.
Tvrz Hrad představuje objekt na pomezí mezi hradem a tvrzí (viz název). Takových se ve východní části středních Čech nachází velký počet (dále např. Hradenín, Tuchoraz, Malešov, Zbraslavice aj.).